# Lauriano
Lauriano is een gemeente in de Italiaanse provincie Turijn (regio Piëmont) en telt 1443 inwoners (31-12-2004). De oppervlakte bedraagt 14,2 km², de bevolkingsdichtheid is 102 inwoners per km².

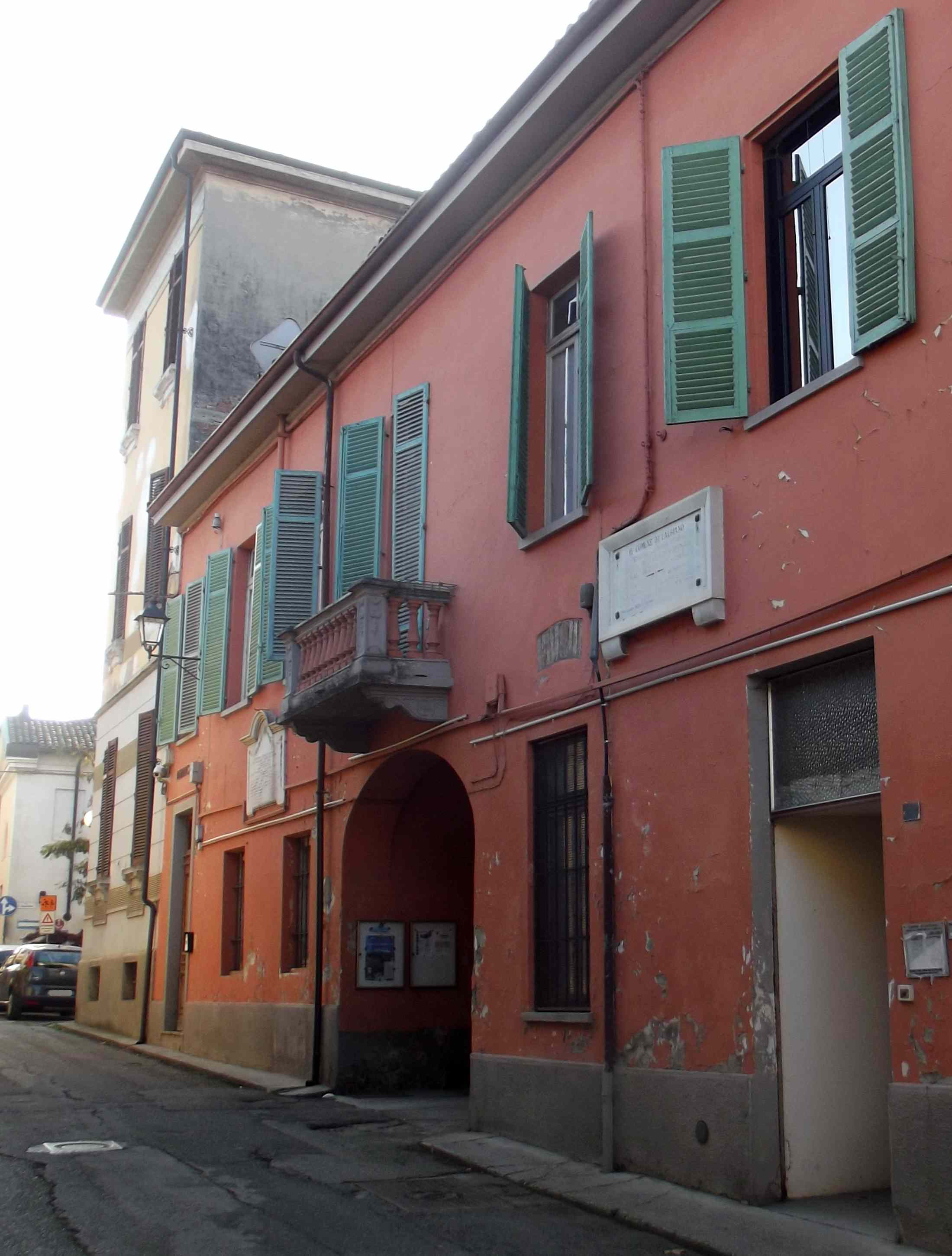
Gemeentehuis en school
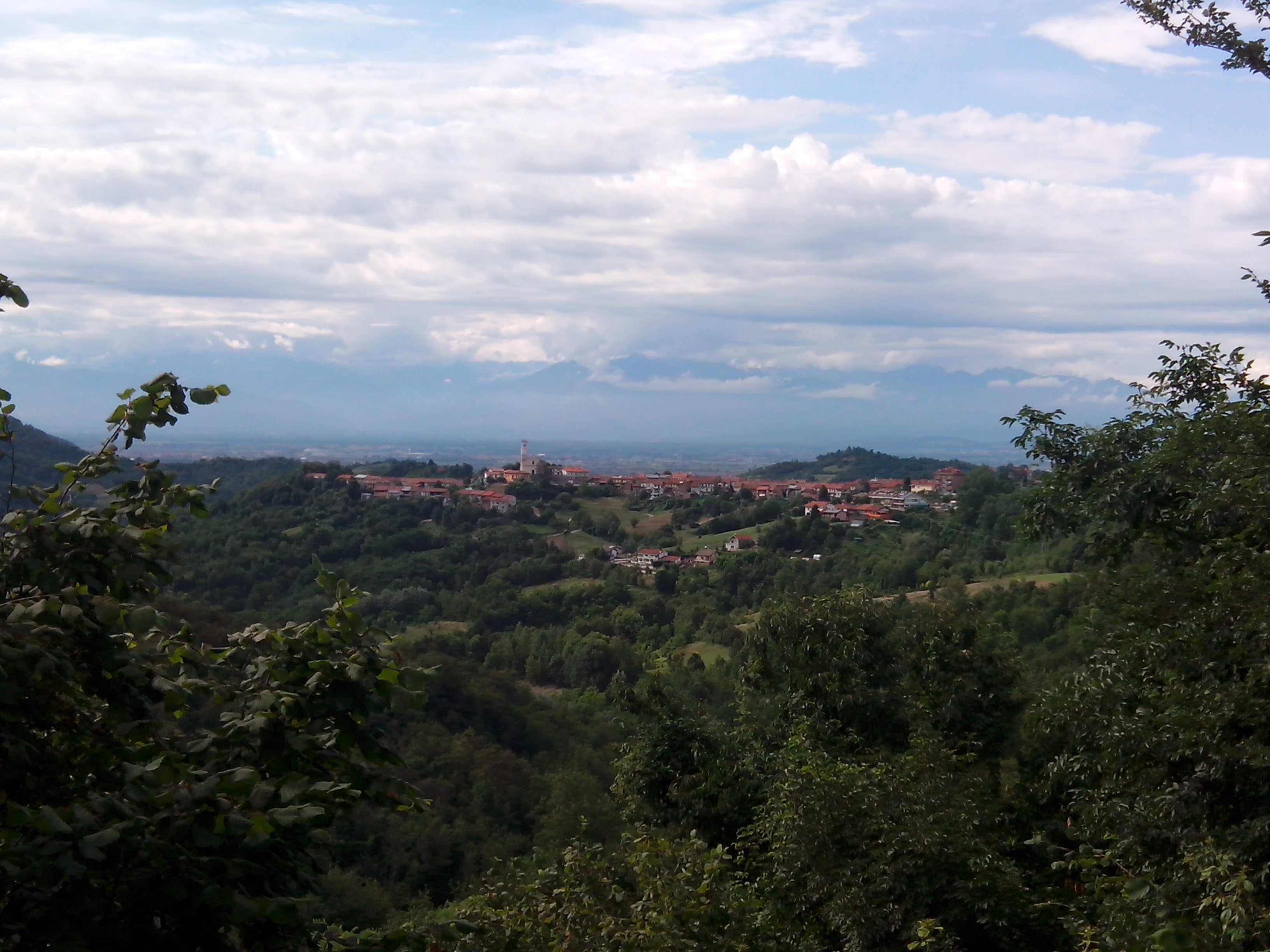
Lauriano

## Demografie
Lauriano telt ongeveer 625 huishoudens. Het aantal inwoners steeg in de periode 1991-2001 met 6,2% volgens cijfers uit de tienjaarlijkse volkstellingen van ISTAT.
| Jaar | Inwoneraantal |
| ---- | ------------- |
| 1991 | 1316          |
| 2001 | 1398          |

## Geografie
Lauriano grenst aan de volgende gemeenten: Verolengo, Monteu da Po, San Sebastiano da Po, Cavagnolo, Casalborgone, Tonengo (AT).